# Вася (фильм)
«Вася» — документальный фильм студий AZ Films L.L.C. и «Фора Фильм», снятый в 2002 году режиссёром Андреем Загданским о русском художнике Василии Ситникове.

## Сюжет
Фильм-гибрид «Вася» соединяет зачастую противоречивые и взаимоисключающие воспоминания друзей и учеников Василия Ситникова с анимационными эпизодами, «экранизирующими» самые невероятные эпизоды из жизни художника.
В фильме снимались: крупнейший коллекционер советского нон-конформистского искусства Нортон Додж, австрийский коллекционер и меценат Фердинанд Майер, в доме которого в Тироле Василий Ситников прожил несколько лет, поэт и составитель поэтической антологии «Голубая лагуна» Константин Кузьминский, художники Дмитрий Плавинский, Александр Шнуров, Анатолий Крынский, Владимир Титов, искусствовед и специалист по древнерусскому искусству Владимир Тетерятников, бывшая жена Василия Ситников Лидия Крохина.
Анимация в фильме выполнена известным аниматором из Латвии Сигной Баумане.
На кинофестивале «Окно в Европу» (2003) был удостоен специального диплома «За исследование мифа художника и его искусства в документальном кино».

«Изобретательный, трагический и немного смешной „Вася“ — портрет русского блаженного, художника-безумца. Подлинная жемчужина».

Александр Генис.

## Съёмочная группа
- Режиссёр, сценарист, монтажёр и продюсер: Андрей Загданский
- Сопродюсер: Андрей Разумовский
- Анимация: Сигне Баумане
- Оператор: Евгений Смирнов
- Композитор: Александр Гольдштейн